# 阿爾文·羅伯遜
阿爾文·塞雷尔·罗伯逊（英語：Alvin Cyrrale Robertson，1962年7月22日—），美國职业籃球運動員。

## 职业生涯
阿爾文·罗伯逊是史上唯一一個以「得分、籃板、助攻、抄截」完成四雙的球員，曾三度拿下NBA抄截王，並在1985-1986年創下單季301次抄截和平均3.67次抄截的紀錄，生涯平均2.71次也是無人能及。另一項連續105場有抄截的紀錄，也是直到2008-2009年才由克里斯·保羅以108場打破。